# 沙连堡乡
沙连堡乡，是中华人民共和国青海省海东市化隆回族自治县下辖的一个乡镇级行政单位。

## 行政区划
沙连堡乡下辖以下地区：
关巴湾村、加仓村、尔洞门村、其后昂村、沙一村、沙二村、科才昂村、上塔加村、下塔加村、已一村、已二村和古让村。